# Флауэр, Уильям, 2-й виконт Эшбрук
Уильям Флауэр, 2-й виконт Эшбрук (англ. William Flower,2nd Viscount Ashbrook; 25 июня 1744 — 30 августа 1780) — англо-ирландский пэр.

## Биография
Родился 25 июня 1744 года в замке Дарроу, графство Килкенни, Ирландия. Единственный сын Генри Флауэра, 1-го виконта Эшбрука (? — 1752), и Элизабет Таттон (? — 1759), дочери генерал-лейтенанта Уильяма Таттона.
27 июня 1752 года после смерти своего отца 8-летний Уильям Флаэр унаследовал титулы 2-го виконта Эшбрука (Пэрство Ирландии) и 3-го барона Касл-Дарроу в графстве Килкенни (Пэрство Ирландии).
Он получил образование в Итонском колледже и колледже Крайст-Черч в Оксфорде, куда он поступил 29 ноября 1762 года.

## Семья
20 марта 1766 года в церкви Святого Дениса в Нортмуре, Оксфордшир (Англия) Уильям Флауэр женился на Элизабет Ридж (18 июля 1746 — 22 февраля 1808), дочери торговца рыбой Томаса Риджа. Они жили в поместье Шеллингфорд и имели шестерых детей, которые пережили младенчество.
- Достопочтенная Элизабет Флауэр (1766 — 1 апреля 1847), в 1789 году она вышла замуж за Фрэнсиса Уорнефорда из Хайворда, от брака с которым у неё было две дочери
- Уильям Флауэр, 3-й виконт Эшбрук (16 ноября 1767 — 6 января 1802)[2], старший сын и преемник отца.
- Достопочтенная Гарриет Флауэр (1771 — 14 января 1813)[2], в 1792 году она вышла замуж за преподобного Джона Эллиса Агара (1763—1797), а в 1798 году вторично стала женой Прайса Ловеден-Прайса
- Достопочтенная Каролина Флауэр (1773—1844)[2]
- Достопочтенная Софья Флауэр (1774 — 28 февраля 1794)[2]
- Генри Джеффри Флауэр, 4-й виконт Эшбрук (6 ноября 1776 — 4 мая 1847)[2].

## Смерть
Уильям Флауэр скончался в августе 1780 года и был похоронен в церкви Шеллингфорд, графство Беркшир (Англия). Памятник ему находится к югу от алтаря церкви . У него осталось шестеро детей младше 15 лет и 35-летняя вдова.
Его вдова Элизабет вышла замуж за преподобного доктора Джона Джонса, викария церкви Шеллингфорда, 20 января 1790 года.